# Carl Justi

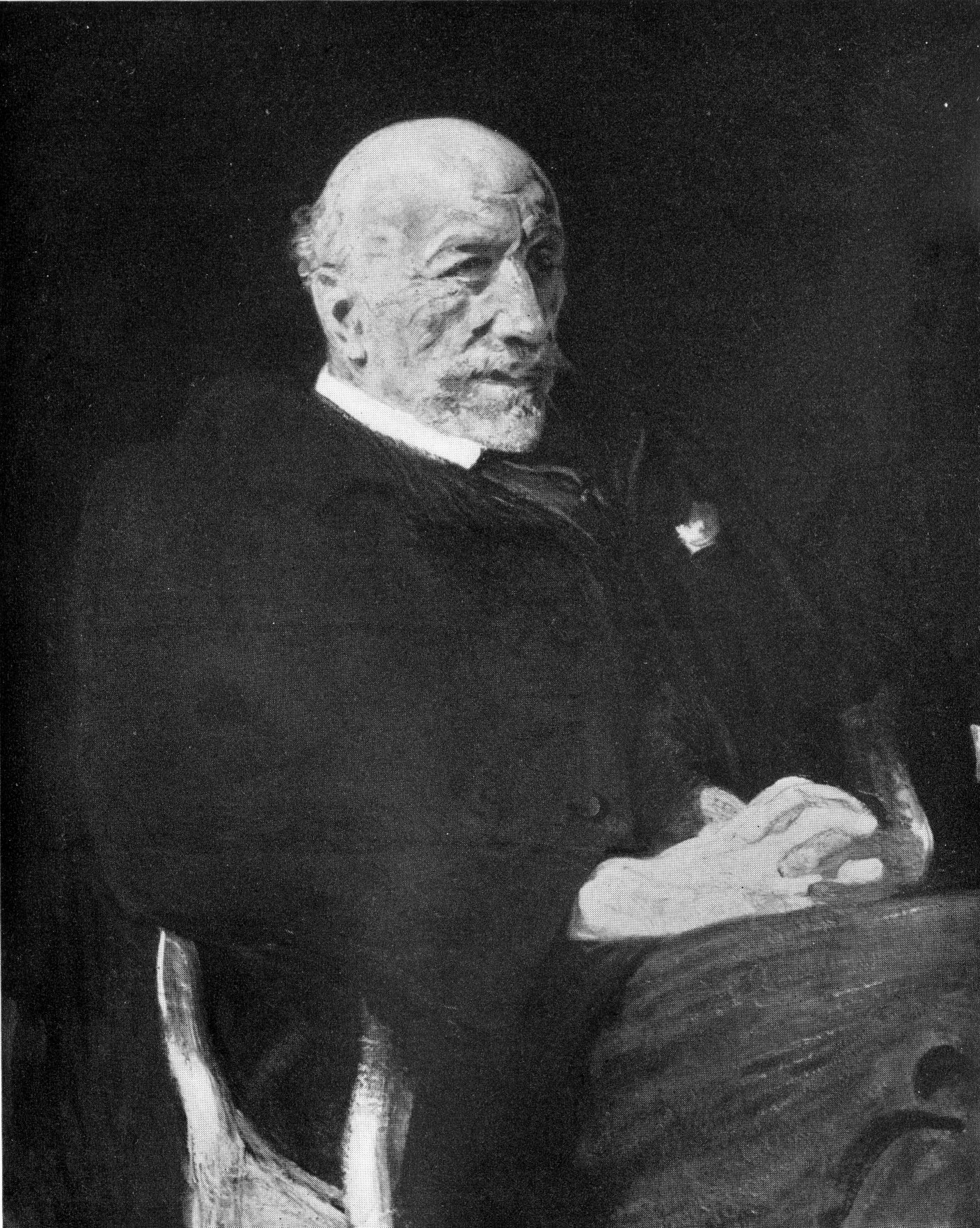
Carl Justi, porträtt av Reinhold Lepsius (1912).

Carl Justi, född 2 augusti 1832 i Marburg, död 9 december 1912 i Bonn, var en tysk konsthistoriker. Han var sonson till Karl Wilhelm Justi, bror till Ferdinand Justi och farbror till Ludwig Justi. 
Justi blev 1867 professor i filosofi vid Marburgs universitet och var 1873–1901 professor i arkeologi och konsthistoria vid Bonns universitet. Bland hans arbeten märks Dante und die göttliche Komedie (1862), Winckelmann. Sein Leben, seine Werke und Zeitgenossen (1866–72; andra upplagan 1898), Diego Velasquez und sein Jahrhundert (1888, andra upplagan 1903), Murillo (1892) och Michelangelo (1900).